# Dravče
Dravče este o localitate din comuna Vuzenica, Slovenia, cu o populație de 125 de locuitori.